# کاچنگتسه
کاچنگتسه (به لهستانی:  Kaczenice) یک روستا در لهستان است که در گمینا نوووگرود بوبژانگسکی واقع شده‌است.
 کاچنگتسه  ۲۰۰ نفر جمعیت دارد.